# صياد السمك بني الجناحين
صياد السمك بني الجناحين (الاسم العلمي: Pelargopsis amauroptera) هو نوع من رتبة (تصنيف) رفراف.